# محمد بنهيمة
محمد بنهيمة بن الطيب (25 يونيو 1924 - 23 نوفمبر 1992)، هو طبيب وسياسي مغربي، شغل منصب رئيس وزراء حكومة المغرب من 7 يوليو 1967 إلى 6 أكتوبر 1969 كما شغل في وقت لاحق منصب وزير الداخلية لفترتين. من 1972 إلى 1973 والفترة من 1977 إلى 1979. وهو والد إدريس بنهيمة.

## حياته
ولد يوم 25 يونيو 1924 بمدينة آسفي وتوفي يوم 3 نوفمبر 1992 بالرباط.

## روابط خارجية
- محمد بنهيمة على موقع مونزينجر (الألمانية)